# Mark Reynolds (zeiler)
Mark Jeffrey Reynolds (San Diego, 2 november 1955) is een voormalig Amerikaans zeiler.
Reynolds zijn vader werd in 1971 wereldkampioen in de star.
Reynolds en zijn partner Harold Haenel stonden tijdens de Olympische Zomerspelen 1988 voorafgaand aan de laatste wedstrijd eerste in het tussenklassement en een zesde plaats was voldoende voor de gouden medaille of een niet Britse overwinning in de laatste wedstrijd, de mast van de Amerikaanse boot brak af waardoor zij niet konden deelnemen aan de laatste wedstrijd en doordat de Britten de laatste wedstrijd wonnen werden de Amerikanen verwezen naar het zilver.
Vier jaar later werden Reynolds en Haenel olympisch kampioen in de star. In 1995 werd Reynolds samen met Haenel wereldkampioen in de star. 
Tijdens de Olympische Zomerspelen 1996 in eigen land stelden Reynolds en Haenel teleur met een achtste plaats. Reynolds won met zijn nieuwe partner Magnus Liljedahl in 2000 de wereld- en olympische titel.

## Resultaten

### Wereldkampioenschappen
| Jaar | Plaats         | Resultaten  |
| ---- | -------------- | ----------- |
| 1975 | Lake Michigan  | 13e star    |
| 1979 | Sydney         | snipe       |
| 1987 | Chicago        | 10e star    |
| 1988 | Buenos Aires   | star        |
| 1989 | Porto Cervo    | 4e star     |
| 1990 | Cleveland      | 9e star     |
| 1991 | Cannes         | star        |
| 1992 | San Francisco  | 5e star     |
| 1993 | Kiel           | 10e star    |
| 1994 | San Diego      | 10e star    |
| 1995 | Laredo         | star        |
| 1996 | Rio de Janeiro | star        |
| 1997 | Marblehead     | star        |
| 1998 | Portorož       | 24e star    |
| 1999 | Punta Ala      | star        |
| 2000 | Annapolis      | star        |
| 2001 | Medemblik      | 6e star     |
| 2002 | Marina del Rey | 9e star     |
| 2002 | Nassau         | Farr 40     |
| 2003 | Sardinië       | 13e Farr 40 |
| 2003 | Cádiz          | 18e star    |
| 2004 | Gaeta          | 20e star    |
| 2005 | Buenos Aires   | 9e star     |
| 2006 | San Francisco  | 21e star    |
| 2007 | Cascais        | 12e star    |
| 2008 | Miami          | 62e star    |
| 2013 | San Diego      | star        |
| 2014 | Malcesine      | 11e star    |

### Olympische Zomerspelen
| Jaar | Plaats    | Resultaten |
| ---- | --------- | ---------- |
| 1988 | Seoel     | star       |
| 1992 | Barcelona | star       |
| 1996 | Atlanta   | 8e star    |
| 2000 | Sydney    | star       |